# Pisaura bicornis
Espèce
Synonymes
- Pisaura lantanus Wang, 1993

Pisaura bicornis est une espèce d'araignées aranéomorphes de la famille des Pisauridae.

## Distribution
Cette espèce se rencontre en Chine et au Japon.

## Description
La femelle holotype mesure 9,02 mm et le mâle paratype 7,05 mm.

## Publication originale
- Zhang & Song, 1992 : A new species of the genus Pisaura (Araneae, Pisauridae). Acta Arachnologica Sinica, vol. 1, no 1, p. 17-19.